# Augignac
Augignac – miejscowość i gmina we Francji, w regionie Nowa Akwitania, w departamencie Dordogne.
Według danych na rok 1990 gminę zamieszkiwało 838 osób, a gęstość zaludnienia wynosiła 37 osób/km² (wśród 2290 gmin Akwitanii Augignac plasuje się na 497. miejscu pod względem liczby ludności, natomiast pod względem powierzchni na miejscu 443.).